# Кордоба, Мануэль
Мануэль Асискло Кордоба Агилар (исп. Manuel Acisclo Córdoba Aguilar; 10 февраля 1960, Истмина) — колумбийский футболист, нападающий. Выступал за сборную Колумбии.

## Карьера
Всю профессиональную карьеру отыграл в клубах чемпионата Колумбии. В 1985 году в составе «Мильонариос» принимал участие в розыгрыше Кубка Либертадорес.
Также в 1985 году активно вызывался в сборную Колумбии, за которую сыграл 11 матчей и забил 3 гола, в том числе 4 матча и 1 гол в рамках отбора на чемпионат мира 1986.

## Личная жизнь
Сын — Джон Кордоба (р. 1993), также стал футболистом.